# Совински, Арнольд
Арнольд Совински (фр. Arnold Sowinski; 17 марта 1931, Льевен — 2 апреля 2020, Ланс) — французский футбольный вратарь и тренер.

## Биография
Всю карьеру игрока и тренера провёл в составе «Ланса». Как игрок дважды становился вице-чемпионом Франции в сезонах 1955/56 и 1956/57, а также выигрывал Кубок Шарля Драго в 1959 году и доходил до финала этого турнира в 1957 году (в выигранных «Лансом» финалах 1960 и 1965 годов не играл). В качестве тренера Совински стал первым чемпионом Франции во Дивизионе 2 (сезон 1972/73) году, дошёл до финала Кубка Франции 1974/75, становился вице-чемпионом Франции в сезоне 1976/77.
Умер 2 апреля 2020 года от осложений, связанных с перенесённой инфекцией COVID-19